# Élections sénatoriales de 2021 au New Jersey
Les élections sénatoriales de 2021 en Virginie ont lieu le 2 novembre 2021 afin d'élire les 40 membres du Sénat de l'État américain du New Jersey.
Le parti démocrate maintient sa majorité absolue, malgré la défaite surprise du président du sénat Steve Sweeney dans sa circonscription face au candidat républicain Ed Durr, de faible notoriété.

## Système électoral
Le Sénat du New Jersey est la chambre haute de son parlement bicaméral. Il est composé de 40 sièges pourvus au scrutin uninominal majoritaire à un tour dans autant de circonscriptions que de sièges à pourvoir, selon un calendrier particulier appelé système de mandat 2-4-4. Les sénateurs sont intégralement renouvelés, mais alternent un mandat de deux ans, suivis de deux de quatre ans. Le but est de permettre un redécoupage des circonscriptions après le recensement des États-Unis, qui a lieu tous les dix ans. Le premier mandat de chaque décennie étant par conséquent toujours celui de deux ans, les sénateurs élus en 2021 le sont pour cette durée.
Le sénat du New Jersey fait également partie des rares législatures américaines à être renouvelée les années impaires

## Résultats
| Partis                   | Partis                | Voix | %   | +/- | Sièges | +/-           |
| ------------------------ | --------------------- | ---- | --- | --- | ------ | ------------- |
|                          | Parti démocrate (D)   |      |     |     | 25     | en stagnation |
|                          | Parti républicain (R) |      |     |     | 15     | en stagnation |
|                          | Parti vert (G)        |      |     |     | 0      | en stagnation |
|                          | Parti libertarien (L) |      |     |     | 0      | en stagnation |
|                          | Indépendants          |      |     |     | 0      | en stagnation |
|                          |                       |      |     |     |        |               |
| Votes valides            |                       |      |     |     |        |               |
| Votes blancs et nuls     |                       |      |     |     |        |               |
| Total                    | Total                 |      | 100 | -   | 40     | en stagnation |
| Abstentions              |                       |      |     |     |        |               |
| Inscrits / participation |                       |      |     |     |        |               |